# Камалов, Сухан Максутович
Сухан Максутович Камалов (21 декабря 1935, Казталовский район, Западно-Казахстанская область, Казахская ССР, СССР — 29 декабря 2018, Казахстан) — советский и казахский учёный, доктор геолого-минералогических наук (1989), профессор, член-корреспондент НАН РК, академик Инженерной Академии РК.

## Биография
Родился 21 декабря 1935 года в с. Асан-Кудук Казталовского района Западно-Казахстанской области. После окончания в 1959 году геологического отделения Казахского Государственного университета прошёл путь от коллектора геологической партии до первого заместителя председателя комитета по геологии и охране недр Республики Казахстан.
В 1972 году в Ленинградском нефтяном научно-исследовательском институте защитил кандидатскую диссертацию на тему «Особенности геологического строения и перспективы нефтегазоностности северной и северо-восточной части Прикаспийской впадины и прилегающей к ней территории».
С 1965 по 1972 год работал главным геологом Министерства геологии РК. Занимался проектированием и планированием геологоразведочных работ на территории всей республики. В эти годы были открыты крупнейшие по запасам жидких углеводородов месторождений Узень и Жетыбай. При его непосредственном участии, как главного геолога актюбинской экспедиции, было открыто крупное месторождение нефти Жанажол.
С 1979 года возглавляет Уральскую нефтеразведочную экспедицию, а в 1985 году назначается генеральным директором вновь организованного объединения по разведке нефти и газа — ПО «Уральскнефтегазгеология». В этот период было разведано месторождение Карачаганак. 
С 1989 г. первый заместитель председателя Комитета по геологии и охране недр КазССР. С 1991 г. генеральный директор ГП «Карачаганакгазпром». С 1992 г. директор НИПИ газовой промышленности «Казахгазжобалау», директор Западно-Казахстанского центра НИА РК.
Генеральный директор, с 2010 года – советник генерального директора ТОО «Научно-исследовательский и проектный институт «Газжобалау».
Учитывая научные заслуги и активную деятельность в области геологии, в 1994 году избирается членом-корреспондентом Национальной академии РК, а в 1995 году действительным членом (академиком) Инженерной академии РК.
Умер 29 декабря 2018.

## Семья
Двое сыновей и дочь.

## Награды и звания
- Орден Октябрьской Революции (СССР)
- Орден «Знак Почёта» (СССР)
- Орден Парасат (1999)
- Почётный гражданин города Уральска (2001)
- Орден «Барыс» 3 степени из рук президента Республики Казахстан (2008)[5]
- Юбилейные медали Республики Казахстана[1][4]
- Медаль «10 лет независимости Республики Казахстан» (2001)
- Медаль «10 лет Астане» (2008) и др.

### Учёное звание
- доктор геолого-минералогических наук
- профессор
- член-корреспондент НАН РК
- Академик Инженерной Академии Республики Казахстана